# Megalobulimus
Megalobulimus is een geslacht van weekdieren uit de klasse van de Gastropoda (slakken).

## Soorten
- Megalobulimus capillaceus (L. Pfeiffer, 1855)
- Megalobulimus florezi Borda & Ramírez, 2013
- Megalobulimus inambarisensis Borda & Ramírez, 2016
- Megalobulimus lacunosus (d'Orbigny, 1835)
- Megalobulimus leucostoma (G. B. Sowerby I, 1835)
- Megalobulimus separabilis (Fulton, 1903)
- Megalobulimus tayacajus Borda & Ramírez, 2016